# Teupin Gajah (Pasie Raja)
Teupin Gajah is een bestuurslaag in het regentschap Aceh Selatan van de provincie Atjeh, Indonesië. Teupin Gajah telt 1045 inwoners (volkstelling 2010).